# زمینه فراژرف هابل

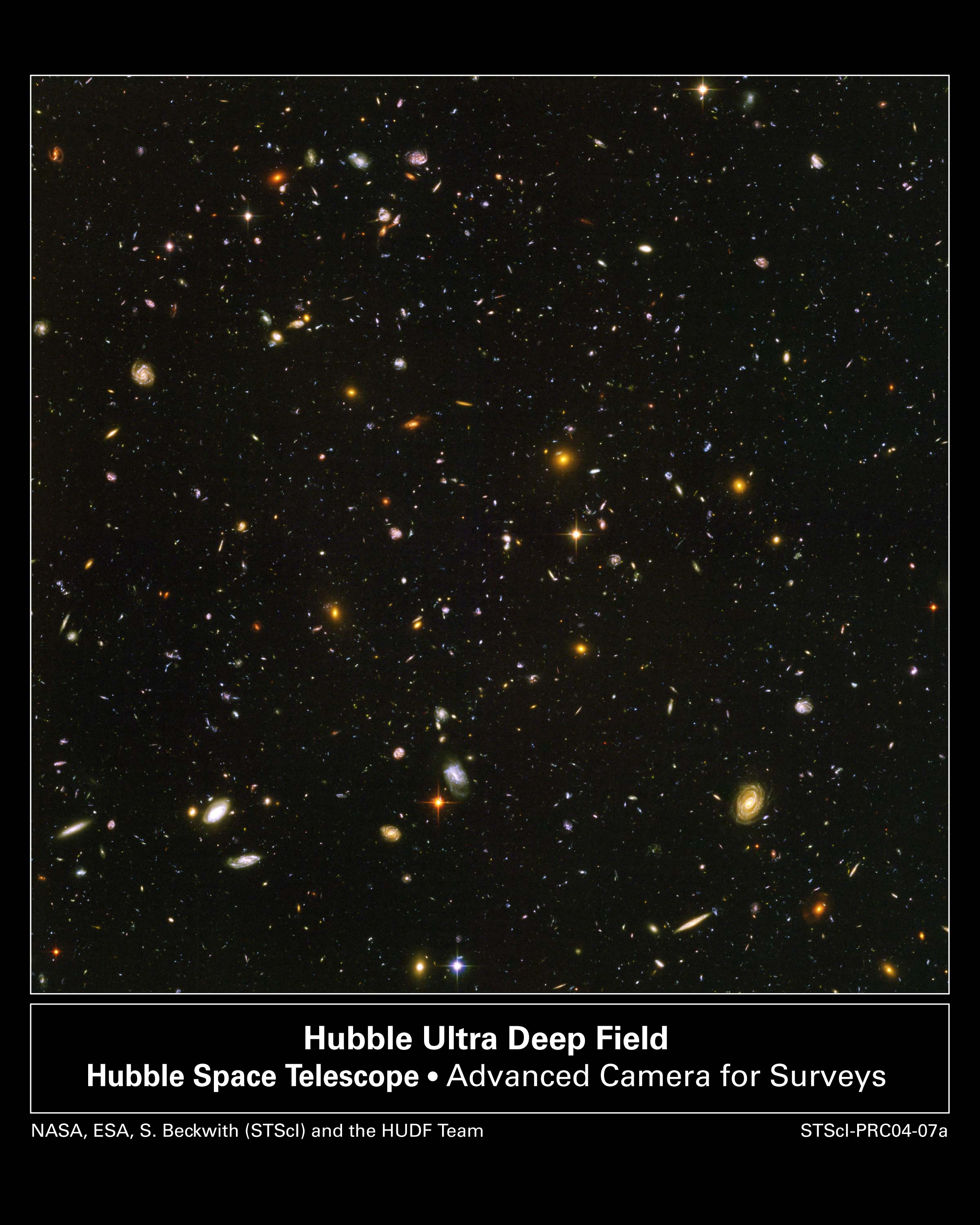

زمینه فراژرف هابل (به انگلیسی: Hubble Ultra Deep Field) به عکسی می‌گویند که از قسمت کوچکی از فضا در صورت فلکی کوره توسط تلسکوپ هابل بین سپتامبر  ۲۰۰۳ و ژانویه ۲۰۰۴  گرفته شد.
این عکسی از عمیق‌ترین و دورترین نقطه در هستی و گیتی است که چشم آدمی دیده است. این تصویر قدیمی‌ترین کهکشان را که باید درست بعد از عصر سیاه شکل گرفته باشد نشان می‌دهد که حدود ۱۳ میلیارد سال نوری با ما فاصله دارد، وقتی که هستی تنها ۵ درصد از عمر حاضرش را سپری کرده بود. این تصویر چهار برابر واضح تر از تصویر زمینه ژرف هابل است.
کهکشان هایی که در این تصویر دیده میشوند حدود ۸۰۰ میلیون سال پس ازبیگ بنگ به وجود آمده اند.تخمین زده میشود در این عکس حدود ۱۰۰۰۰ کهکشان وجود داشته باشد.نقاط ریز و قرمز رنگی در پس زمینه تصویر مشاهده میشوند که کهکشان های دوردست هستند.
اخیرا توسط تلسکوپ جیمز وب همین زمینه را با جزئیاتی متفاوت منتشر کرده است ولی عده ای بر این باور اند که تصاویر تلسکوپ هابل بسیار زیبا تر و در نور مرئی جذاب تر جلوه میکند.
فقط یکی از نزدیک ترین کهکشان های موجود در این تصویرUDF423 (گوشه سمت راست تصویر به رنگ زرد) دیده میشود و یک کهکشان مارپیچی است حدود ۷ میلیارد سال نوری با ما فاصله دارد.